# Furcifer petteri
Furcifer petteri är en ödleart som beskrevs av Brygoo och Domergue 1966. Furcifer petteri ingår i släktet Furcifer och familjen kameleonter. IUCN kategoriserar arten globalt som sårbar. Inga underarter finns listade i Catalogue of Life.
Arten förekommer på norra Madagaskar. Honor lägger ägg.